# Chemin des touristes

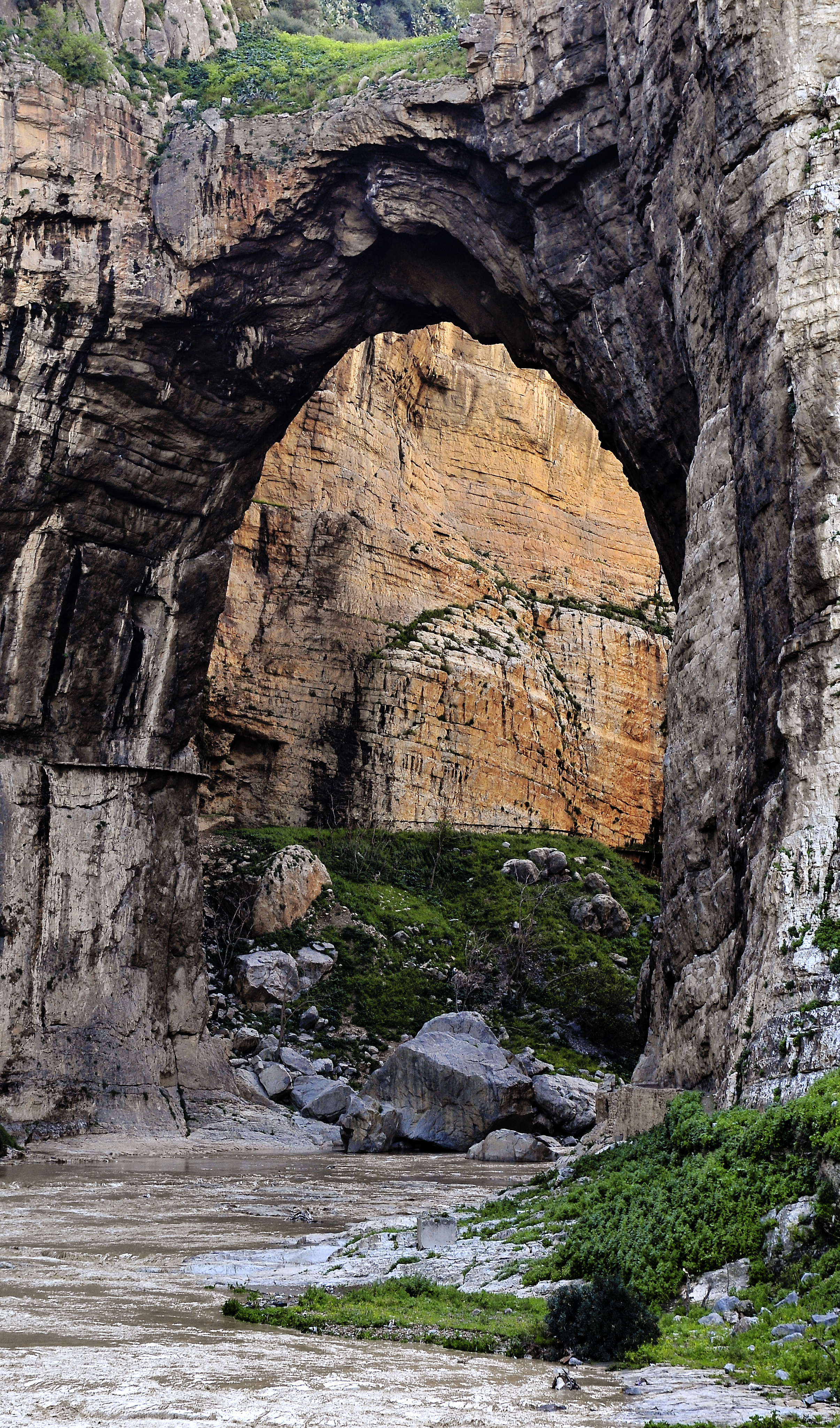
Le chemin des touristes à gauche sous l'arche naturelle

Le chemin des touristes est un chemin 
dans les gorges du Rhummel. Situé à Constantine en Algérie. Long de plus de deux kilomètres et demi. Aménagé entre 1843 et 1895 par l'ingénieur Frédéric Rémès. Le chemin est endommagé par les crues du Rhummel en 1957 et fermé depuis. 